# Albert Houde
Pour les articles homonymes, voir Houde.
Albert Houde, né le 18 mai 1931 à Saint-Félix-de-Valois, est un agriculteur, éleveur avicole et homme politique québécois, député de Berthier à l'Assemblée nationale du Québec sous la bannière du Parti libéral du Québec des élections générales de 1981 aux élections générales de 1994, dans lesquelles il ne se représente pas.

## Biographie

### Jeunesse et carrière en agriculture
Albert Houde naît en 1931 à Saint-Félix-de-Valois de Gérard Houde, aviculteur, et de Juliette Charbonneau,,,. Il étudie à l'école paroissiale, puis effectue des cours de vente, d'administration, de relations humaines, de techniques commerciales et d'anglais,,,.
Il est employé au comptoir avicole de sa municipalité de 1945 à 1953,. Pendant dix ans, de 1953 à 1963, il est propriétaire d'un circuit de distribution laitier, puis travaille pour la meunerie Gérard Poirier de 1963 à 1968, dont il est gérant pendant quatre,. Il fonde la société des loisirs de Saint-Félix-de-Valois, et en est marguillier de 1967 à 1969,. Il est aussi membre du conseil d'administration de la caisse populaire municipale et de la Chambre de commerce. En 1968 et 1969, il est copropriétaire de la meunerie Marcel Bérard ltée à Yamachiche,,. De 1970 à 1973, il est président du club de motoneige de la région,. Il est représentant de ventes pour la compagnie Neuhauser à partir de 1969 et devient son gérant des ventes en 1978,. Il reste chez Neuhauser jusqu'en 1981,. Il est par la suite directeur de la compagnie de gestion Bourget à Joliette. À partir de 1971, il possède plusieurs fermes avicoles et est vice-président du Syndicat de la chair de volaille de la région de Joliette de 1974 à 1976,,. Houde devient par la suite vice-président de la Fédération des producteurs d'œufs du Québec pour Joliette de 1973 à 1981,. 

### Carrière politique
De 1975 à 1981, Albert Houde est président de l'Association libérale provinciale du comté de Berthier,,. En 1977, alors président de l'association libérale, il participe à une assemblée qui discute des événements politiques locaux, ainsi que du mandat de l'actuel député de Berthier, Jean-Guy Mercier. Il se présente dans la circonscription de Berthier aux élections générales de 1981 et est élu le 13 avril 1981,,. Il est réélu aux élections de 1985 et 1989,. 
Du 17 mai 1989 au 24 juillet 1994, il est adjoint parlementaire aux ministres de l'Agriculture Michel Pagé, puis Yvon Picotte. Il se retire en 1994 et ne se représente pas aux élections de cette année-là.

### Après la vie politique
De 2004 à 2006, il est Grand chevalier du conseil de Saint-Félix-de-Valois, et aussi à partir de 2004 est administrateur de l'HLM de sa municipalité. Depuis 2007, il est membre du conseil d'administration du Centre de réadaptation en déficience physique Le Bouclier.
Il est marié et père de sept enfants.

## Résultats électoraux
|                                                                                                 | Nom                    | Parti           | Nombre de voix | %      | Maj.  |
| ----------------------------------------------------------------------------------------------- | ---------------------- | --------------- | -------------- | ------ | ----- |
|                                                                                                 | Albert Houde (sortant) | Libéral         | 17 630         | 61,6 % | 6 652 |
|                                                                                                 | Jules Samson           | Parti québécois | 10 978         | 38,4 % | -     |
| Total                                                                                           | Total                  | Total           | 28 608         | 100 %  |       |
| Le taux de participation lors de l'élection était de 76,4 % et 1 160 bulletins ont été rejetés. |                        |                 |                |        |       |

|                                                                                               | Nom                    | Parti                     | Nombre de voix | %      | Maj.  |
| --------------------------------------------------------------------------------------------- | ---------------------- | ------------------------- | -------------- | ------ | ----- |
|                                                                                               | Albert Houde (sortant) | Libéral                   | 17 561         | 63 %   | 8 232 |
|                                                                                               | Roger Ménard           | Parti québécois           | 9 329          | 33,5 % | -     |
|                                                                                               | Ronald Rondeau         | Union nationale           | 489            | 1,8 %  | -     |
|                                                                                               | Jocelyn Côté           | Progressiste conservateur | 373            | 1,3 %  | -     |
|                                                                                               | Florence Chaploteau    | Socialisme chrétien       | 124            | 0,4 %  | -     |
| Total                                                                                         | Total                  | Total                     | 27 876         | 100 %  |       |
| Le taux de participation lors de l'élection était de 78,5 % et 452 bulletins ont été rejetés. |                        |                           |                |        |       |

|                                                                                               | Nom            | Parti           | Nombre de voix | %      | Maj.  |
| --------------------------------------------------------------------------------------------- | -------------- | --------------- | -------------- | ------ | ----- |
|                                                                                               | Albert Houde   | Libéral         | 10 676         | 37,3 % | 1 222 |
|                                                                                               | Alain Généreux | Parti québécois | 9 454          | 33,1 % | -     |
|                                                                                               | Roch La Salle  | Union nationale | 8 461          | 29,6 % | -     |
| Total                                                                                         | Total          | Total           | 28 591         | 100 %  |       |
| Le taux de participation lors de l'élection était de 85,4 % et 259 bulletins ont été rejetés. |                |                 |                |        |       |